# SA-300
La SA-300 es una carretera de titularidad autonómica de la Junta de Castilla y León (España) que discurre por la provincia de Salamanca entre las localidades de Salamanca y Ledesma.

## Recorrido y características
La vía, que tiene una longitud de 30,315 km, pertenece a la Red Complementaria Preferente de la red autonómica de la Junta de Castilla y León. Pasa por las localidades salmantinas de Salamanca, Villamayor, Valverdón, Almenara de Tormes, Juzbado y Ledesma.
| Salamanca (Continuación de C/Carretera de Ledesma ) - Ledesma (Intersección con ) | Salamanca (Continuación de C/Carretera de Ledesma ) - Ledesma (Intersección con ) | Salamanca (Continuación de C/Carretera de Ledesma ) - Ledesma (Intersección con ) | Salamanca (Continuación de C/Carretera de Ledesma ) - Ledesma (Intersección con ) | Salamanca (Continuación de C/Carretera de Ledesma ) - Ledesma (Intersección con ) | Salamanca (Continuación de C/Carretera de Ledesma ) - Ledesma (Intersección con ) | Salamanca (Continuación de C/Carretera de Ledesma ) - Ledesma (Intersección con ) | Salamanca (Continuación de C/Carretera de Ledesma ) - Ledesma (Intersección con ) | Salamanca (Continuación de C/Carretera de Ledesma ) - Ledesma (Intersección con ) | Salamanca (Continuación de C/Carretera de Ledesma ) - Ledesma (Intersección con ) | Salamanca (Continuación de C/Carretera de Ledesma ) - Ledesma (Intersección con ) |
| Esquema                                                                           | PK                                                                                | Sentido Ledesma                                                                   | Sentido Ledesma                                                                   | Sentido Ledesma                                                                   | Sentido Ledesma                                                                   | Sentido Salamanca                                                                 | Sentido Salamanca                                                                 | Sentido Salamanca                                                                 | Sentido Salamanca                                                                 | Incidencias                                                                       |
| Esquema                                                                           | PK                                                                                | Velocidad                                                                         | Elemento                                                                          | Salida                                                                            | Salida                                                                            | Salida                                                                            | Salida                                                                            | Elemento                                                                          | Velocidad                                                                         | Incidencias                                                                       |
| Esquema                                                                           | PK                                                                                | Velocidad                                                                         | Elemento                                                                          | Dir.                                                                              | Nombre                                                                            | Nombre                                                                            | Dir.                                                                              | Elemento                                                                          | Velocidad                                                                         | Incidencias                                                                       |
| --------------------------------------------------------------------------------- | --------------------------------------------------------------------------------- | --------------------------------------------------------------------------------- | --------------------------------------------------------------------------------- | --------------------------------------------------------------------------------- | --------------------------------------------------------------------------------- | --------------------------------------------------------------------------------- | --------------------------------------------------------------------------------- | --------------------------------------------------------------------------------- | --------------------------------------------------------------------------------- | --------------------------------------------------------------------------------- |
|                                                                                   | 0,0                                                                               |                                                                                   |                                                                                   | C/Carretera de Ledesma                                                            | C/Carretera de Ledesma                                                            | C/Carretera de Ledesma                                                            | C/Carretera de Ledesma                                                            |                                                                                   |                                                                                   |                                                                                   |
|                                                                                   | 0,2                                                                               |                                                                                   |                                                                                   |                                                                                   | Villamayor Ledesma Cáceres Portugal                                               | Villamayor Ledesma Cáceres Portugal                                               |                                                                                   |                                                                                   |                                                                                   |                                                                                   |
|                                                                                   | 0,2                                                                               | Valladolid Zamora                                                                 |                                                                                   |                                                                                   |                                                                                   |                                                                                   |                                                                                   |                                                                                   |                                                                                   |                                                                                   |
|                                                                                   | 0,2                                                                               | Salamanca                                                                         |                                                                                   |                                                                                   |                                                                                   |                                                                                   |                                                                                   |                                                                                   |                                                                                   |                                                                                   |
|                                                                                   | 0,4                                                                               |                                                                                   |                                                                                   |                                                                                   | Camino de Castellanos                                                             | Camino de Castellanos                                                             |                                                                                   |                                                                                   |                                                                                   |                                                                                   |
|                                                                                   | 0,4                                                                               | Villamayor Ledesma                                                                |                                                                                   |                                                                                   |                                                                                   |                                                                                   |                                                                                   |                                                                                   |                                                                                   |                                                                                   |
|                                                                                   | 0,4                                                                               | Planta de Envases                                                                 |                                                                                   |                                                                                   |                                                                                   |                                                                                   |                                                                                   |                                                                                   |                                                                                   |                                                                                   |
|                                                                                   | 0,4                                                                               | Portugal Cáceres                                                                  |                                                                                   |                                                                                   |                                                                                   |                                                                                   |                                                                                   |                                                                                   |                                                                                   |                                                                                   |
|                                                                                   | 0,4                                                                               | Salamanca Zamora Valladolid                                                       |                                                                                   |                                                                                   |                                                                                   |                                                                                   |                                                                                   |                                                                                   |                                                                                   |                                                                                   |
|                                                                                   | 1,0                                                                               |                                                                                   |                                                                                   | VILLAMAYOR                                                                        | VILLAMAYOR                                                                        | VILLAMAYOR                                                                        | VILLAMAYOR                                                                        |                                                                                   |                                                                                   |                                                                                   |
|                                                                                   | 1,2                                                                               |                                                                                   |                                                                                   |                                                                                   | Urbanización Las Canteras Estadio Helmántico                                      | Urbanización Las Canteras Estadio Helmántico                                      |                                                                                   |                                                                                   |                                                                                   |                                                                                   |
|                                                                                   | 1,2                                                                               | Ledesma                                                                           |                                                                                   |                                                                                   |                                                                                   |                                                                                   |                                                                                   |                                                                                   |                                                                                   |                                                                                   |
|                                                                                   | 1,2                                                                               | Salamanca                                                                         |                                                                                   |                                                                                   |                                                                                   |                                                                                   |                                                                                   |                                                                                   |                                                                                   |                                                                                   |
|                                                                                   | 2,1                                                                               |                                                                                   |                                                                                   | VILLAMAYOR                                                                        | VILLAMAYOR                                                                        | VILLAMAYOR                                                                        | VILLAMAYOR                                                                        |                                                                                   |                                                                                   |                                                                                   |
|                                                                                   | 3,2                                                                               |                                                                                   |                                                                                   |                                                                                   | Camino                                                                            | Camino                                                                            |                                                                                   |                                                                                   |                                                                                   |                                                                                   |
|                                                                                   | 3,2                                                                               | Vía de servicio                                                                   |                                                                                   |                                                                                   |                                                                                   |                                                                                   |                                                                                   |                                                                                   |                                                                                   |                                                                                   |
|                                                                                   | 3,2                                                                               | Villamayor Ledesma                                                                |                                                                                   |                                                                                   |                                                                                   |                                                                                   |                                                                                   |                                                                                   |                                                                                   |                                                                                   |
|                                                                                   | 3,2                                                                               | Urbanización Los Almendros                                                        |                                                                                   |                                                                                   |                                                                                   |                                                                                   |                                                                                   |                                                                                   |                                                                                   |                                                                                   |
|                                                                                   | 3,2                                                                               | Salamanca Ledesma                                                                 |                                                                                   |                                                                                   |                                                                                   |                                                                                   |                                                                                   |                                                                                   |                                                                                   |                                                                                   |
|                                                                                   | 4,3                                                                               |                                                                                   |                                                                                   |                                                                                   | Urbanización Los Almendros                                                        | Urbanización Los Almendros                                                        |                                                                                   |                                                                                   |                                                                                   |                                                                                   |
|                                                                                   | 8,7                                                                               |                                                                                   |                                                                                   | Urbanización Zorita                                                               | Urbanización Zorita                                                               | Urbanización Zorita                                                               | Urbanización Zorita                                                               |                                                                                   |                                                                                   |                                                                                   |
|                                                                                   | 9,1                                                                               |                                                                                   |                                                                                   | Hacienda Zorita                                                                   | Hacienda Zorita                                                                   | Hacienda Zorita                                                                   | Hacienda Zorita                                                                   |                                                                                   |                                                                                   |                                                                                   |
|                                                                                   | 9,9                                                                               |                                                                                   |                                                                                   | VALVERDÓN                                                                         | VALVERDÓN                                                                         | VALVERDÓN                                                                         | VALVERDÓN                                                                         |                                                                                   |                                                                                   |                                                                                   |
|                                                                                   | 10,3                                                                              |                                                                                   |                                                                                   | Torresmenudas                                                                     | Torresmenudas                                                                     | Torresmenudas                                                                     | Torresmenudas                                                                     |                                                                                   |                                                                                   |                                                                                   |
|                                                                                   | 10,4                                                                              |                                                                                   |                                                                                   | VALVERDÓN                                                                         | VALVERDÓN                                                                         | VALVERDÓN                                                                         | VALVERDÓN                                                                         |                                                                                   |                                                                                   |                                                                                   |
|                                                                                   | 14,7                                                                              |                                                                                   |                                                                                   | ALMENARA DE TORMES                                                                | ALMENARA DE TORMES                                                                | ALMENARA DE TORMES                                                                | ALMENARA DE TORMES                                                                |                                                                                   |                                                                                   |                                                                                   |
|                                                                                   | 15,3                                                                              |                                                                                   |                                                                                   | ALMENARA DE TORMES                                                                | ALMENARA DE TORMES                                                                | ALMENARA DE TORMES                                                                | ALMENARA DE TORMES                                                                |                                                                                   |                                                                                   |                                                                                   |
|                                                                                   | 19,0                                                                              |                                                                                   |                                                                                   | Juzbado                                                                           | Juzbado                                                                           | Juzbado                                                                           | Juzbado                                                                           |                                                                                   |                                                                                   |                                                                                   |
|                                                                                   | 19,3                                                                              |                                                                                   |                                                                                   | CM-SA-6 San Pelayo de Guareña                                                     | CM-SA-6 San Pelayo de Guareña                                                     | CM-SA-6 San Pelayo de Guareña                                                     | CM-SA-6 San Pelayo de Guareña                                                     |                                                                                   |                                                                                   |                                                                                   |
|                                                                                   | 19,5                                                                              |                                                                                   |                                                                                   |                                                                                   |                                                                                   | Juzbado                                                                           | Juzbado                                                                           |                                                                                   |                                                                                   |                                                                                   |
|                                                                                   | 21,3                                                                              |                                                                                   |                                                                                   | ENUSA Planta de Biogás                                                            | ENUSA Planta de Biogás                                                            | ENUSA Planta de Biogás                                                            | ENUSA Planta de Biogás                                                            |                                                                                   |                                                                                   |                                                                                   |
|                                                                                   | 21,7                                                                              |                                                                                   |                                                                                   | ENUSA Fábrica de elementos combustibles                                           | ENUSA Fábrica de elementos combustibles                                           | ENUSA Fábrica de elementos combustibles                                           | ENUSA Fábrica de elementos combustibles                                           |                                                                                   |                                                                                   |                                                                                   |
|                                                                                   | 21,9                                                                              |                                                                                   |                                                                                   | Baños de Ledesma                                                                  | Baños de Ledesma                                                                  | Baños de Ledesma                                                                  | Baños de Ledesma                                                                  |                                                                                   |                                                                                   |                                                                                   |
|                                                                                   | 30,0                                                                              |                                                                                   |                                                                                   | LEDESMA                                                                           | LEDESMA                                                                           | LEDESMA                                                                           | LEDESMA                                                                           |                                                                                   |                                                                                   |                                                                                   |
|                                                                                   | 30,315                                                                            |                                                                                   |                                                                                   |                                                                                   | Peñausende                                                                        | Peñausende                                                                        | Peñausende                                                                        |                                                                                   |                                                                                   |                                                                                   |
|                                                                                   | 30,315                                                                            | Trabanca La Fuente de San Esteban                                                 |                                                                                   |                                                                                   |                                                                                   |                                                                                   |                                                                                   |                                                                                   |                                                                                   |                                                                                   |
|                                                                                   | 30,315                                                                            | Salamanca                                                                         |                                                                                   |                                                                                   |                                                                                   |                                                                                   |                                                                                   |                                                                                   |                                                                                   |                                                                                   |